# Sergio Martino
Sergio Martino (Roma, 19 luglio 1938) è un regista e sceneggiatore italiano.
Nipote del regista Gennaro Righelli, fratello del produttore Luciano Martino, padre della regista Federica Martino e della fotografa Francesca Romana Martino, è uno dei maggiori esponenti italiani del cosiddetto cinema di genere. Ha usato talora gli pseudonimi Martin Dolman e Christian Plummer.

## Biografia
Inizia la carriera negli anni sessanta come sceneggiatore ed aiuto regista, quindi debutta nel 1969 con il documentario Mille peccati... nessuna virtù. Nel 1970 lavora al suo primo thriller Lo strano vizio della signora Wardh, scegliendo come protagonisti George Hilton e Edwige Fenech. Al primo ne fa seguire altri quattro di cui due interpretati ancora dalla Fenech, Tutti i colori del buio e Il tuo vizio è una stanza chiusa e solo io ne ho la chiave. Si dedicò anche ad altri generi, lavorando ai film Milano trema: la polizia vuole giustizia, Giovannona Coscialunga disonorata con onore, La montagna del dio cannibale e L'isola degli uomini pesce.
Negli anni ottanta dirige alcuni film di genere come il thriller/horror Assassinio al cimitero etrusco ed il post-atomico 2019 - Dopo la caduta di New York, che riuscì ad entrare nella classifica dei dieci film più visti negli Stati Uniti, in cui si è firmato con gli pseudonimi anglofoni di Christian Plummer e Martin Dolman; in seguito nel 1986 dirige il film d'azione Vendetta dal futuro, in cui si firma sempre con lo pseudonimo Martin Dolman. Durante le riprese morirà uno degli attori protagonisti, Claudio Cassinelli, a seguito di un incidente in elicottero. Nello stesso periodo dirige anche molte commedie come Spaghetti a mezzanotte, Cornetti alla crema, Acapulco, prima spiaggia... a sinistra e L'allenatore nel pallone.
Negli anni novanta si dedica sporadicamente al cinema, dirigendo i due thriller erotici Spiando Marina e Graffiante desiderio, per poi passare prevalentemente alla fiction. Nel 2008 torna al cinema dirigendo L'allenatore nel pallone 2. Nel 2017 pubblica la sua autobiografia Mille peccati... nessuna virtu'?. Nel 2019 è stato realizzato un documentario sulla sua carriera diretto da Daniele Ceccarini e Francesco Tassara. Nel 2024 è presente nel documentario Pretendo l'inferno, con protagonista Luc Merenda, per la regia di Eugenio Ercolani.

## Filmografia

Un'immagine dal film 2019 - Dopo la caduta di New York

### Regista

#### Cinema
- Mille peccati... nessuna virtù – documentario (1969)
- America un giorno – documentario (1970)
- America così nuda, così violenta – documentario (1970)
- Arizona si scatenò... e li fece fuori tutti (1970)
- Lo strano vizio della signora Wardh (1971)
- La coda dello scorpione (1971)
- Tutti i colori del buio (1972)
- Il tuo vizio è una stanza chiusa e solo io ne ho la chiave (1972)
- Giovannona Coscialunga disonorata con onore (1973)
- Milano trema: la polizia vuole giustizia (1973)
- I corpi presentano tracce di violenza carnale (1973)
- La bellissima estate (1974)
- Cugini carnali (1974)
- La città gioca d'azzardo (1975)
- La polizia accusa: il Servizio Segreto uccide (1975)
- Morte sospetta di una minorenne (1975)
- Spogliamoci così senza pudor... (1976)
- 40 gradi all'ombra del lenzuolo (1976)
- Mannaja (1977)
- La montagna del dio cannibale (1978)
- Sabato, episodio di Sabato, domenica e venerdì (1979)
- L'isola degli uomini pesce (1979)
- Il fiume del grande caimano (1979)
- Zucchero, miele e peperoncino (1980)
- La moglie in vacanza... l'amante in città (1980)
- Spaghetti a mezzanotte (1981)
- Cornetti alla crema (1981)
- Assassinio al cimitero etrusco (1982)
- Ricchi, ricchissimi... praticamente in mutande (1982)
- Acapulco, prima spiaggia... a sinistra (1983)
- 2019 - Dopo la caduta di New York (1983)
- Occhio, malocchio, prezzemolo e finocchio (1983)
- Se tutto va bene siamo rovinati (1984)
- L'allenatore nel pallone (1984)
- Mezzo destro mezzo sinistro - 2 calciatori senza pallone (1985)
- Vendetta dal futuro (1986)
- Qualcuno pagherà? (1988)
- Casablanca Express (1989)
- American Risciò (1989)
- Sulle tracce del condor (1990)
- Mal d'Africa (1990)
- Spiando Marina (1992)
- Un orso chiamato Arturo (1992)
- Graffiante desiderio (1993)
- L'allenatore nel pallone 2 (2008)

#### Televisione
- Doppio misto – film TV (1985)
- Caccia al ladro d'autore – serie TV, episodi 1x03-1x04-1x06 (1985-1986)
- Ferragosto OK – miniserie TV, 2 puntate (1986)
- Provare per credere – film TV (1987)
- Un'australiana a Roma – film TV (1987)
- La famiglia Brandacci – film TV (1987)
- Rally – miniserie TV, 4 puntate (1988)
- Delitti privati – miniserie TV, 4 puntate (1993)
- La regina degli uomini pesce – film TV (1995) (trasmesso nel 2008)
- Padre papà – miniserie TV, 2 puntate (1996)
- Mamma per caso – miniserie TV, 4 puntate (1997)
- L'ispettore Giusti – serie TV, 6 episodi (1999)
- A due passi dal cielo – film TV (1999)
- Il cielo tra le mani (L'ultimo sogno) – film TV (2000)
- Cornetti al miele – film TV (2000)
- Mozart è un assassino – film TV (2002)
- L'ultimo rigore – miniserie TV (2002)
- Una donna scomoda – film TV (2004)
- Carabinieri – serie TV, 48 episodi (2006-2007)
- L'ultimo rigore 2 – miniserie TV (2006)
- Il paese delle piccole piogge – film TV (2012)

### Sceneggiatore
- Per 100.000 dollari t'ammazzo, regia di Giovanni Fago (1967)
- I segreti delle città più nude del mondo, regia di Luciano Martino (1971)
- Gratta e vinci, regia di Ferruccio Castronuovo (1996)

### Direttore della fotografia
- 7 pistole per un massacro, regia di Mario Caiano (1968)

### Attore
- I tartassati, regia di Steno (1959)
- I ragazzi dei Parioli, regia di Sergio Corbucci (1959)
- Titanus 1904, regia di Giuseppe Rossi (2024)
- Il bar del cult, regia di Mirko Zullo – docufilm (2025)